# 민관식
민관식(閔寬植, 1918년 5월 3일~2006년 1월 16일)은 대한민국의 약학자, 정치인이다. 제3·4·5·6·10대 국회의원을 지냈으며 제10대 국회 전반기 국회부의장을 역임하였다. 호는 소강(小崗), 본관은 여흥(驪興)이다.

## 생애
경기도 개성군 출신으로 경성부로 상경하여 경성제일공립고등보통학교와 수원농림전문학교 농학과를 거쳐, 일본으로 유학, 일본 교토 제국대학 농학부 농예화학과를 졸업하였다. 약사시험에 합격, 약사면허를 취득하였고 일본 교토대학 법학박사 학위를 취득하였으며 이후 사회단체에서 활동, 1964년부터 1971년까지 다섯번에 걸쳐 대한체육회 회장을 역임하고 명예회장도 지냈으며 1966년에 대한약사회 회장(7선) 및 명예회장을 지냈다.
1968년부터 1971년까지 대한 올림픽 위원회 위원장을 맡아 무교동 체육회관과 태릉선수촌을 건립하였다. 1970년 아세아 약사회 부회장을 지냈고, 1971년부터 1974년까지 문교부 장관을 맡았다. 1974년에는 아세아 정책연구원장을 지냈고 1974년부터 1984년까지 과학기술단체 총연합회 회장 및 명예회장을 지냈다. 1978년 원광대에서 명예약학박사학위를, 중앙대학교에서 명예철학박사학위를 받았다. 1979년 제10대 국회의원 선거에서 서울 중구·종로구에서 공화당 후보로 출마해 당선됐으며 제10대 국회부의장, 국회의장 직무대리를 지냈다. 1986년 서울 올림픽 조직위원회 위원, 1989년 민주평화통일자문회의 수석부의장을, 1989년부터 한국 올림픽 위원회 상임고문, 헌정회(憲政會) 고문 등의 직책을 맡았다.
그 밖에도 남북조절위원회 부위원장 겸 공동위원장, 상허문화재단이사장을 지냈다. 국민훈장, 무궁화장, 청조근정훈장, 체육훈장 청룡장, 1979년 12월 21일 연암문화재단 감사패 등을 수상했다. 김영호는 그의 아내이며 민병의, 민병찬, 민병환은 그의 아들들이다.

## 상훈 경력
- 국민훈장
- 무궁화장
- 청조근정훈장
- 체육훈장 청룡장
- 1979년 12월 21일 연암문화재단 감사패

## 저서
- 《미국의 입법과정》
- 《왜 그들은 잘사나?》
- 《낙제생 끝없는 언덕》

## 역대 선거 결과
|  | 23.45% |

|  | 76.92% |

|  | 85.62% |

|  | 29.63% |

|  | 39.31% |

|  | 42.59% |

|  | 29.18% |

## 참고 문헌
- 민관식 - 대한민국헌정회
- 박현 (2006년 1월 17일). “[부음]민관식 박사 별세”. 병원신문. 2008년 3월 21일에 확인함.[깨진 링크(과거 내용 찾기)]

| 전임 이효 | 제22대 대한체육회 회장 1964년 1월 27일 ~ 1971년 7월 5일 | 후임 김용우 |

| 전임 백두진 | 제10대 국회의장 권한대행 1979년 12월 18일 ~ 1980년 10월 27일 | 후임 정래혁 |

| 전임 구태회 | 제10대 전반기 (제1)국회부의장 1979년 3월 17일 ~ 1980년 10월 27일 | 후임 채문식 |

| 전임 홍종철 | 제20대 문교부 장관 1971년 6월 4일 ~ 1974년 9월 17일 | 후임 유기춘 |

| 전임 주영복 | 제3대 민주평화통일자문회의 수석부의장 1989년 1월 9일 ~ 1991년 7월 10일 | 후임 홍성철 |